# 梁徐
梁徐（1917年—），男，壮族，广西武鸣人，中国儿科学家，曾任广西医学院教授、博士生导师。